# Otomops harrissoni
Otomops harrissoni és una espècie de ratpenat de la família dels molòssids. Viu a Djibouti, Eritrea, Etiòpia, el Iemen i Kenya. Es tracta del representant més gros del gènere Otomops. Fou anomenat en honor del quiropteròleg David L. Harrison Com que fou descoberta fa poc, encara no se n'ha avaluat l'estat de conservació.